# 駒沢裕城
駒沢 裕城（こまざわ ひろき、1950年3月9日 - ）は、東京都杉並区出身のギタリストである。ペダル・スティール・ギターを使う。駒沢 宏季の名を用いていた時期もある。愛称はコマコ。

## 来歴
- 1972年、小坂忠、林立夫、松任谷正隆、後藤次利らと小坂忠とFour Joe Halfを結成。9月、はちみつぱいに加入。
- 1973年、小坂忠とFour Joe Half解散。
- 1974年11月、はちみつぱい解散。
- 1988年6月、はちみつぱいの一日限りの再結成コンサートに参加。
- 1991年10月23日、北沢タウンホールにて初のワンマンコンサートを行う。
- 1996年7月、リングリンクス結成。
- 1999年10月、陶芸作家関根愛と結婚。
- 2001年4月10日、長女誕生。

## ディスコグラフィー

### アルバム
- Feliz（1991年）
- イン・コンサート（1994年）
- ガーデン・スケッチ（2000年5月17日）
- 静かな時（2003年4月23日）
- 私のモーツアルト（2007年10月24日）
- すべてはひとつの流れの中に（2010年）※配信限定

## 参加作品

### あ行
- 荒井由実
  - 『ひこうき雲』
  - 『MISSLIM』
  - 『14番目の月』
- 大滝詠一
  - 『大瀧詠一』
  - 『DEBUT』
  - 『LET'S ONDO AGAIN』
  - 『GO! GO! NIAGARA』
  - 『NIAGARA CALENDAR』
  - 『NIAGARA MOON』
- 奥田民生
  - 「コーヒー」
  - 『30』

### か行
- Kiroro
  - 『長い間 〜キロロの森〜』
- Qujila"Dragon"Orchestra
  - 『In My Soul』
  - 『錦』
- 久保田麻琴と夕焼け楽団
  - 『ハワイ・チャンプルー』
- コンポステラ
  - 『歩く人』
  - 『Wadachi』

### さ行
- サニーデイ・サービス
  - 『東京』
  - 『愛と笑いの夜 -a Night of Love & Laughter-』
- 篠田昌已
  - 『コンポステラ』
- 鈴木慶一とムーンライダース
  - 『火の玉ボーイ』
- 鈴木祥子
  - 『風の扉』
  - 『Hourglass』

### た行
- 多羅尾伴内楽団
  - 『多羅尾伴内楽団 Vol.1』
- ティン・パン・アレー
  - 『キャラメル・ママ』

### な行
- ナイアガラ・トライアングル
  - 『NIAGARA TRIANGLE Vol.1』
- 長渕剛
  - 「巡恋歌」
  - 『風は南から』
  - 『時代は僕らに雨を降らしてる』
  - 『Keep On Fighting』
- なぎらけんいち
  - 『葛飾にバッタを見た』
- 布谷文夫
  - 『悲しき夏バテ / 布谷文夫 I』

### は行
- はっぴいえんど
  - 『風街ろまん』
  - 『ライブ!! はっぴいえんど』
- 浜田省吾
  - 『ROAD OUT "TRACKS"』
  - 『初夏の頃 〜IN EARLY SUMMER〜』
- 福山雅治
  - 『SING A SONG』
- 細野晴臣
  - 『HOSONO HOUSE』
  - 『トロピカル・ダンディー』

### ま行
- 槇原敬之
  - 『SELF PORTRAIT』
- ミドリカワ書房
  - 『家族ゲーム』
- 南佳孝 ⁄ ムーンライダース ⁄ ココナツ・バンク ⁄ 吉田美奈子
  - 『1973.9.21 SHOW BOAT 素晴しき船出』
- ムーンライダーズ
  - 『ムーンライト・リサイタル1976』

### や行以降
- 矢野顕子
  - 『JAPANESE GIRL』
  - 『LOVE LIFE』
- 矢沢永吉
  - 『ゴールドラッシュ』
- 遊佐未森
  - 『アルヒハレノヒ』
- 吉井和哉
  - 『ヨジー・カズボーン〜裏切リノ街〜』
- 吉田拓郎
  - 『大いなる人』
  - 『TRAVELLIN' MAN LIVE AT NHK STUDIO 101』
  - 『みんな大好き』（吉田拓郎とLOVE2 ALL STARS）
  - 『Oldies』
- 渡辺満里奈
  - 『Ring-a-Bell』